# Alex Gray (écrivain)
Pour les articles homonymes, voir Alex Gray et Gray.
Alex Gray, née à Glasgow (Royaume-Uni) le 27 mai 1950, est une romancière écossaise de romans policiers.
Elle a publié douze romans qui ont comme point commun que l'action se déroule autour de Glasgow et dont le protagoniste est l'inspecteur en chef Lorimer et son profileur psychologique Salomon Brightman. Les premiers romans sont publiés chez Canongate (en), les autres l'étant chez Little and  Brown. Elle a également écrit plusieurs articles dans des magazines.

## Biographie
Alex Gray a étudié l'anglais et la philosophie à l'université de Strathclyde.

## Œuvre
- Never Somewhere Else (2002)
- A Small Weeping (2004)
- Shadows Of Sounds (2005)
- The Riverman (2007)
- Pitch Black (2008)
- Glasgow Kiss (2009)
- Five Ways To Kill A Man (2010)
- Sleep like the Dead (2011)
- A Pound of Flesh (2012)
- The Swedish Girl (2013)
- The Bird That Did Not Sing (2014)
- Keep The Midnight Out (2015)